# Nymphon singulare
Nymphon singulare is een zeespin uit de familie Nymphonidae. De soort behoort tot het geslacht Nymphon. Nymphon singulare werd in 1954 voor het eerst wetenschappelijk beschreven door Stock. 